# Quận 1

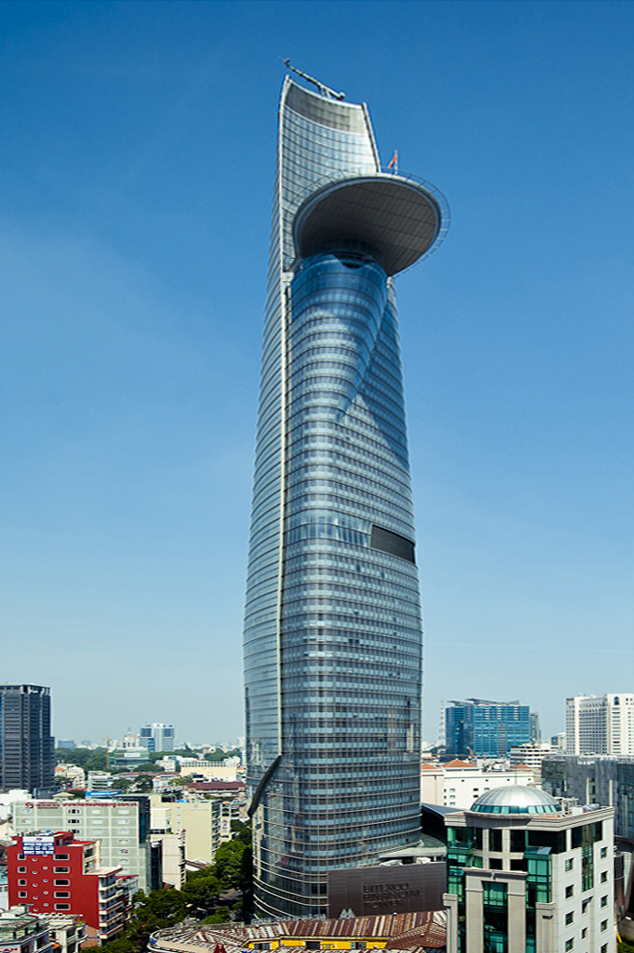
Bitexco Financial Tower

Quận 1 of Quận nhất is het centrale district in Ho Chi Minhstad, de grootste stad van Vietnam. Quận 1 is het financieel centrum van Ho Chi Minhstad, met veel kantoorgebouwen, zoals de Bitexco Financial Tower, dat het hoogste gebouw van de stad is. Đường Đồng Khởi is de belangrijkste weg in Quận 1, waar de grondprijzen ongeveer 1 miljard Dong / m² zijn. Dit komt neer op ruim 33.000 euro per vierkante meter.

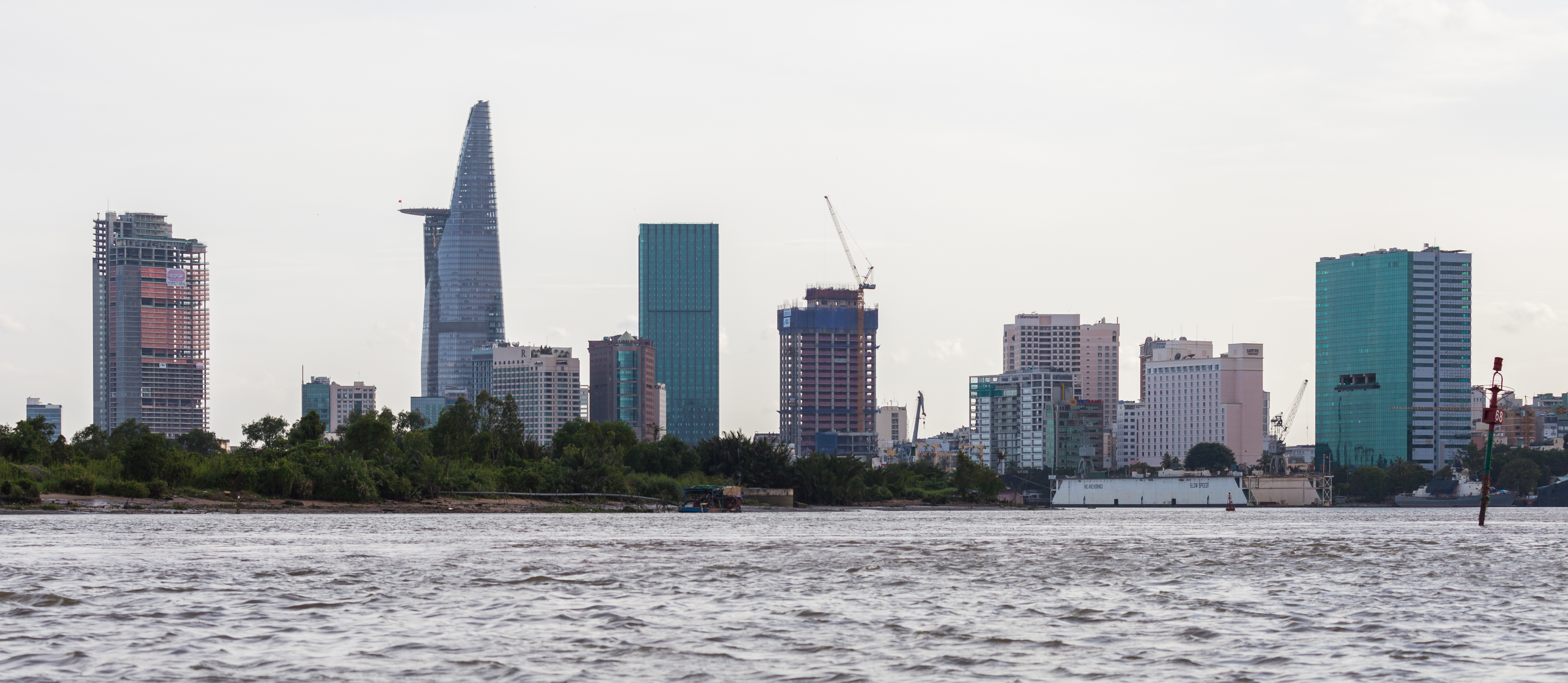
De wolkenkrabbers in Quận 1 domineren de skyline van Ho Chi Minhstad

## Geboren in Quận 1
- Cẩm Vân, zangeres